# Synallactidae
De Synallactidae zijn een familie van zeekomkommers uit de orde Aspidochirotida. De wetenschappelijke naam van de familie werd in 1884 voorgesteld door Hubert Ludwig. Het zijn typisch soorten die in de diepzee leven.

## Geslachten
- Allopatides Koehler & Vaney, 1905
- Amphigymnas Walsh, 1891
- Bathyplotes Östergren, 1896
- Bathyzona Koehler & Vaney, 1905
- Benthothuria R. Perrier, 1898
- Capheira Ludwig, 1893
- Dendrothuria Koehler & Vaney, 1905
- Galatheathuria Hansen & Madsen, 1956
- Hansenothuria Miller & Pawson, 1989
- Molpadiodemas Heding, 1935
- Paelopatides Théel, 1886
- Paroriza Hérouard, 1902
- Perizona Koehler & Vaney, 1905
- Pseudostichopus Théel, 1886
- Pseudothuria Koehler & Vaney, 1905
- Scotothuria Hansen, 1978
- Synallactes Ludwig, 1894